# Gonomyia fuscohalterata
Gonomyia fuscohalterata là một loài ruồi trong họ Limoniidae. Chúng phân bố ở miền Australasia.